# シワバネクワガタ属
シワバネクワガタ属（シワバネクワガタぞく、Sphaenognathus）は、昆虫綱甲虫目クワガタムシ科に属する分類群。南アメリカに生息し、アンデス山脈の北アンデスから中央アンデスまで狭く分布するクワガタムシである。

## 形態
属和名の示す通り、前翅表面に皺のような溝を持つ。近縁のチリクワガタ属に比べると、分布は南米の西北部で比較的に暖かい環境に生息し、複眼突起は尖って発達、頭幅と前胸幅の差はより控え目の種があり、オスの大アゴはより分厚くなど多様である。
低温を好む・細長い脛節を持つ・複眼が眼縁突起で上下に仕切られる・触角に片側当たり6本の片状節がある・全身に厚い毛束と金属光沢を持つなど、チリクワガタ属との共通点が多い。

## 系統
分子系統解析によると、本属はチリクワガタ属の姉妹群とされる。また、この分析結果は本属とオーストラリアに分布するムナコブクワガタ属や南アフリカに分布するマルガタクワガタ属等との類縁関係を窺わせ、これら全属がゴンドワナ大陸起源の祖先を持つことを示唆している。
かつてオーストラリア産のシワバネクワガタ属とされたS. munchowae(ムンチョウシワバネクワガタ)とS. queenslandicusは、後にAustralognathus属として区別されている。
本属はムナコブクワガタ属・Australognathus属・チリクワガタ属・Safrina属と共にChiasognathiniを構成する。

## 種類
基本的に28種として記載されるが、同種として再確認、シノニムとなるケースも多発のため紛らわしい。
以下の体長は「該当種のオスの最大体長」を示す。
S. alticollis Möllenkamp アルティコリスシワバネクワガタ
38mm。エクアドル、ペルー
S. furumii Lacroix （フルミシワバネクワガタ）は本種のシノニムである。
大アゴは細く、曲線的に湾曲する。前翅の皺は他種より幅広い。
S. armatus Parry アルマートゥスシワバネクワガタ
43mm。コロンビア
S. bellicosus Boileau ベリコススシワバネクワガタ
50mm。コロンビア。
S. feisthameliiによく似ているが、より小型、大アゴ先端付近に一対の内歯を備え、内歯付近に細かい突起と毛束も持つ、基部背側に内歯はない。
S. nobilis Parry （ノビリスシワバネクワガタ）は本属のシノニムとされるが、大アゴ先端辺りに突起と毛束がないなどの違いがある。
本種の成虫はコロンビアの原住民であるアルワコ族の食用昆虫として知られる。
S. bordoni Brochier & Chalumeau ボードンシワバネクワガタ
47mm。コロンビア
S. curvipes Benesh クルビペスシワバネクワガタ
29mm。ボリビア
脛節は曲線的に湾曲し棘はほぼ見られず、頭部と前胸背板は白い毛束に覆う。
S. feisthamelii (Guérin-Méneville) フェイスタメルシワバネクワガタ
本属の代表種。オス成虫の大アゴは分厚く、本属中最も発達が良い。緑色と紫色の金属光沢を持つ。
S. f. feisthamelii (Guérin-Méneville)
69mm。コロンビア
S. f. giganteus Boileau オオシワバネクワガタ
81mm。ペルー
本属の最大種（亜種）。独立種S. giganteusとして記載されることが多い。
S. garleppi Boileau ガルレッピシワバネクワガタ
69mm。ボリビア
S. feisthameliiによく似ているが、前脛節は直線的、光沢は銅色ぽくなる。
S. gaujoni (Oberthür) ガウジョーシワバネクワガタ
エクアドル、ペルー
地色は暗く、緑青色の光沢を持ち、中・後脛節はオレンジ色。オスの大アゴは直線的、チリクワガタの様な腹側内歯を持ち、前胸背反と小楯板は黄色い毛束に覆われる。
S. higginsi (Parry) ヒギンズシワバネクワガタ
40mm。ボリビア
S. kolbei Kreische コルベシワバネクワガタ
コロンビア、エクアドル
S. lindenii Murray リンデンシワバネクワガタ
36mm。エクアドル
前翅の皺は不明瞭、地色は暗く、強いツヤを持つ。
S. mandibularis Boileau マンディブラリスシワバネクワガタ
50～57.5mm。コロンビア
大アゴはチリクワガタ属と似た様に直線的で下へ湾曲し、先端付近に数対の内歯を備える。
S. metallescens DeLisle メタレッセンスシワバネクワガタ
28mm。コロンビア
地色は黒くツヤを持つ。前翅の皺は強く密生し、脛節に棘はほぼ見られず、全身の毛束は濃いオレンジ色、背面の毛束は前胸背板の四つの凹みに集約する。
S. metallifer Bomans & Lacroix メタリフェルシワバネクワガタ
36mm。エクアドル
前翅に金属光沢を持ち、皺が殆どない。脛節に棘はほぼ見られず、前胸背板に黄色い毛束が薄く生え、四辺に集約する。
S. monguilloni Lacroix モンギロンシワバネクワガタ
ペルー、ボリビア
チリクワガタの小型オスと似たような細長い大アゴを持つ。
S. nobilis Parry ノビリスシワバネクワガタ
ベネズエラ
S. bellicosus（ベリコススシワバネクワガタ）のシノニムとされるが、細部の違いがあり、特に大アゴ先端辺りは平滑で前種の様な突起と毛束はない。
S. oberon Kreische  オベロンシワバネクワガタ
38mm。エクアドル
S. metalliferと似通っているが、前翅に強い翠緑色の金属光沢を持つ。前胸背板の毛束もより濃い。
S. peruvianus (Waterhouse) ペルビアヌスシワバネクワガタ
エクアドル、ペルー
S. gaujoniと似通っているが、地色はより明るく、前脛節までオレンジ色に染まり、大アゴはより湾曲する。
S. prionoides Buquet プリオノイデスシワバネクワガタ
40mm。コロンビア
S. albofuscus Blanchard （シワバネクワガタ）は本種のシノニムとされる。
S. pseudocurvipes Baba ニセクルビペスシワバネクワガタ
アルゼンチン
S. pubescens Waterhouse プベスケンスシワバネクワガタ
32mm。コロンビア
S. rotundatus Lacroix ロトゥンダトゥスシワバネクワガタ
28mm。ベネズエラ
S. signatus Parry シグナートゥスシワバネクワガタ
41mm。コロンビア
大アゴは太短く、先端ほど細くなり内側に湾曲する。
S. spinifer Boileau スピニフェールシワバネクワガタ
42mm。コロンビア
大アゴの形はS. feisthameliiと似ているが遥かに短い、光沢はより弱く、頭幅と前胸幅の差もより大きい。
S. taschenbergi Parry タスチェンベルグシワバネクワガタ
33mm。ベネズエラ
S. xerophilus Bartolozzi & Onore クセロフィルスシワバネクワガタ
35mm。ペルー
S. gaujoni と似通っているが、大アゴは分厚くなる。